# Landgericht Hirschberg
Das Landgericht Hirschberg war ein preußisches Gericht der ordentlichen Gerichtsbarkeit im Bezirk des Oberlandesgerichtes Breslau mit Sitz in Hirschberg.

## Vorgeschichte
Im Jahre 1849 wurden in Preußen Appellationsgerichte gebildet, denen Kreisgerichte nachgeordnet waren, die für jeweils einen Landkreis als erstinstanzliche Gerichte dienten. Für Hirschberg entstand damit das Appellationsgericht Breslau mit 23 zugeordneten Kreisgerichten, darunter das Kreisgericht Hirschberg.

## Geschichte
Das königlich-preußische Landgericht Hirschberg wurde mit Wirkung zum 1. Oktober 1879 als eines von 14 Landgerichten im Bezirk des Oberlandesgerichtes Breslau gebildet. Der Sitz des Gerichtes war Hirschberg. Das Landgericht war danach für die Landkreise Bolkenhain, Hirschberg, Landeshut, Löwenberg, Schönau und einen kleinen Teil des Landkreises Lauban zuständig. Ihm waren folgende Amtsgerichte zugeordnet:
| Amtsgericht              | Sitz                    | Bezirk |
| ------------------------ | ----------------------- | --- |
| Amtsgericht Bolkenhain   | Bolkenhain              | Kreis Bolkenhain |
| Amtsgericht Friedeberg   | Friedeberg              | aus dem Kreis Löwenberg den Stadtbezirk Friedeberg und die Amtsbezirke Blumendorf, Flinsberg, Krobsdorf, Querbach, Rabishau und Gräflich Röhrsdorf; aus dem Kreis Lauban einen Teil des Amtsbezirke Gebhardsdorf                                                                                        |
| Amtsgericht Greiffenberg | Greiffenberg            | aus dem Kreis Löwenberg die Stadtbezirke Greifenberg und Liebenthal und die Amtsbezirke Crummöls, Greiffenstein, Langwasser, Schoßdorf und Ullersdorf-Liebenthal und die Gemeindebezirke Spiller und Johnsdorf aus dem Amtsbezirk Spiller; aus dem Kreis Lauban einen Teil des Amtsbezirke Gebhardsdorf |
| Amtsgericht Hermsdorf    | Hermsdorf unterm Kynast | aus dem Kreis Hirschberg die Amtsbezirke Giersdorf, Hermsdorf, Petersdorf, Schreiberhau, Seifershau und Teile der Amtsbezirke Seidorf und Gebirgsbauden |
| Amtsgericht Hirschberg   | Hirschberg              | der Kreis Hirschberg ohne den Teil, der den Amtsgerichten Hermsdorf und Schmiedeberg zugeordnet war; aus dem Kreis Schönau der Stadtbezirk Kupferberg und die Amtsbezirke Berbisdorf, Cammerswaldau, Rohrlach und Schildau                                                                              |
| Amtsgericht Lähn         | Lähn                    | aus dem Kreis Löwenberg den Stadtbezirk Lähn und die Amtsbezirke Hohndorf, Langenau, Tschischdorf, Wiesenthal und Teile des Amtsbezirks Spiller |
| Amtsgericht Landeshut    | Landeshut               | der Kreis Landeshut ohne den Teil, der den Amtsgerichten Liebau und Schömberg zugeordnet war |
| Amtsgericht Liebau       | Liebau                  | aus dem Kreis Landeshut der Stadtbezirk Liebau und die Amtsbezirke Buchwald, Städtisch Hermsdorf, Oppau und Teile der Amtsbezirke Hermsdorf (Grüssauisch) und Ullersdorf |
| Amtsgericht Löwenberg    | Löwenberg               | der Kreis Löwenberg ohne den Teil, der den Amtsgerichten Friedeberg, Greifenberg und Lähn zugeordnet war |
| Amtsgericht Schmiedeberg | Schmiedeberg            | aus dem Kreis Hirschberg der Stadtbezirk Schmiedeberg und die Amtsbezirke Arnsberg, Arnsdorf, Buchwald, Erdmannsdorf, Fischbach, Neuhof, Wüsteröhrsdorf und Teile der Amtsbezirke Seydorf und des Gutsbezirkes Kynast                                                                                   |
| Amtsgericht Schömberg    | Schömberg               | aus dem Kreis Landeshut der Stadtbezirk Schömberg und die Amtsbezirke Albendorf, Klein Hennersdorf, Trautliebersdorf und Teile der Amtsbezirke Ullersdorf und der forstfiskalischen Gutsbezirk Grüssau                                                                                                  |
| Schönau                  | Schönau                 | der Kreis Schönau ohne den Teil, der dem Amtsgericht Hirschberg zugeordnet war |

Der  Landgerichtsbezirk hatte 1888 zusammen 341.313 Einwohner. Am Gericht waren ein Präsident, ein Direktor und sechs Richter tätig. In Folge der Weltwirtschaftskrise wurden 60 Amtsgerichte auf Grund von Sparverordnungen aufgehoben. Mit der Verordnung über die Aufhebung von Amtsgerichten vom 30. Juli 1932 wurde das Amtsgericht Schömberg zum 30. September 1932 aufgehoben und sein Sprengel dem Amtsgericht Landeshut zugeordnet.
Im Jahre 1945 wurden der Landgerichtsbezirk unter polnische Verwaltung gestellt und die deutschen Einwohner vertrieben. Damit endete auch die Geschichte des Landgerichtes Hirschberg.